# Theo Eble
Theo Eble (* 1. Juni 1899 in Basel; † 2. Mai 1974 ebenda) war ein Schweizer Maler und Grafiker. Er gehört zu den bedeutenden Vertretern der realistisch-sachlichen Malerei in den 1920er Jahren und der Abstrakten Malerei nach dem Zweiten Weltkrieg.

## Leben und Werk
Theo Eble wuchs in einem geistig regsamen, religiös gefärbten Kleinbürger Milieu auf. Sein Vater war ein Stadtbekannter Schneidermeisters bei dem «man» sich einkleiden liess. Dieser verlor wegen seiner wenig erfolgreichen Erfindungen das gesamte Vermögen. 1915 verstarb Ebles Mutter, die sich intensiv mit dem Christentum und Judentum auseinandersetzte.
Theo Eble war als Glanzschüler hoch talentiert und erhielt seine Ausbildung von 1916 bis 1920 an der Allgemeine Gewerbeschule Basel. Seine Lehrer waren u. a. Paul Kammüller, Arnold Fiechter und Albrecht Mayer. Eble erhielt 1922 ein Stipendium vom Basler Kunstverein. In Folge studierte er bis 1925 als Meisterschüler von Karl Hofer an der Akademie der Künste in Berlin. Im Jahr 1925 heiratete Eble Julia Ris. 1926 unternahm Eble ausgedehnte Studienreisen nach Italien und Frankreich. 1930 hielt er sich fast ein ganzes Jahr im Tessin zum Malen auf.
An der Kunstgewerbeschule Basel unterrichtete Eble von 1931 bis 1965 Vorkurs- und Fachklassenunterricht sowie Abendkurse. Im Jahr 1933 war er Mitbegründer der Schweizer Künstlergruppe «Gruppe 33». 1958 gab Eble aus persönlichen Gründen den Austritt. Einige seiner Werke gingen aus den Wettbewerben des Kunstkredits Basel-Stadt hervor.
1934 begann Eble mit der Abstrakten Malerei. Er hatte seine erste Einzelausstellung 1939 (zusammen mit Paul Camenisch) in der Galerie Marguerite Schulthess in Basel. 1935 wurde seine Tochter Doris geboren. Eble heiratete 1949 ein zweites Mal, diesmal Helli Merkle.
Eble stellte 1938, 1942 und 1947 mit den Allianz Künstler aus. In den Jahren 1953 und 1954 hatte er die ersten Ausstellungen seiner abstrakten Werke in Basel, Zürich, Chur und Glarus. 1956 bis 1957 baute Eble sein Atelierhaus auf dem Bruderholz in Basel. Seine Kunst bekam internationale Aufmerksamkeit und Anerkennung: Eble hatte Ausstellungen in Frankreich und den USA, 1958 war er Teilnehmer der Biennale von Venedig und 1959 der documenta 2 in Kassel. In den Jahren 1961 bis 1963 unternahm Eble längere Studienreisen nach Griechenland.

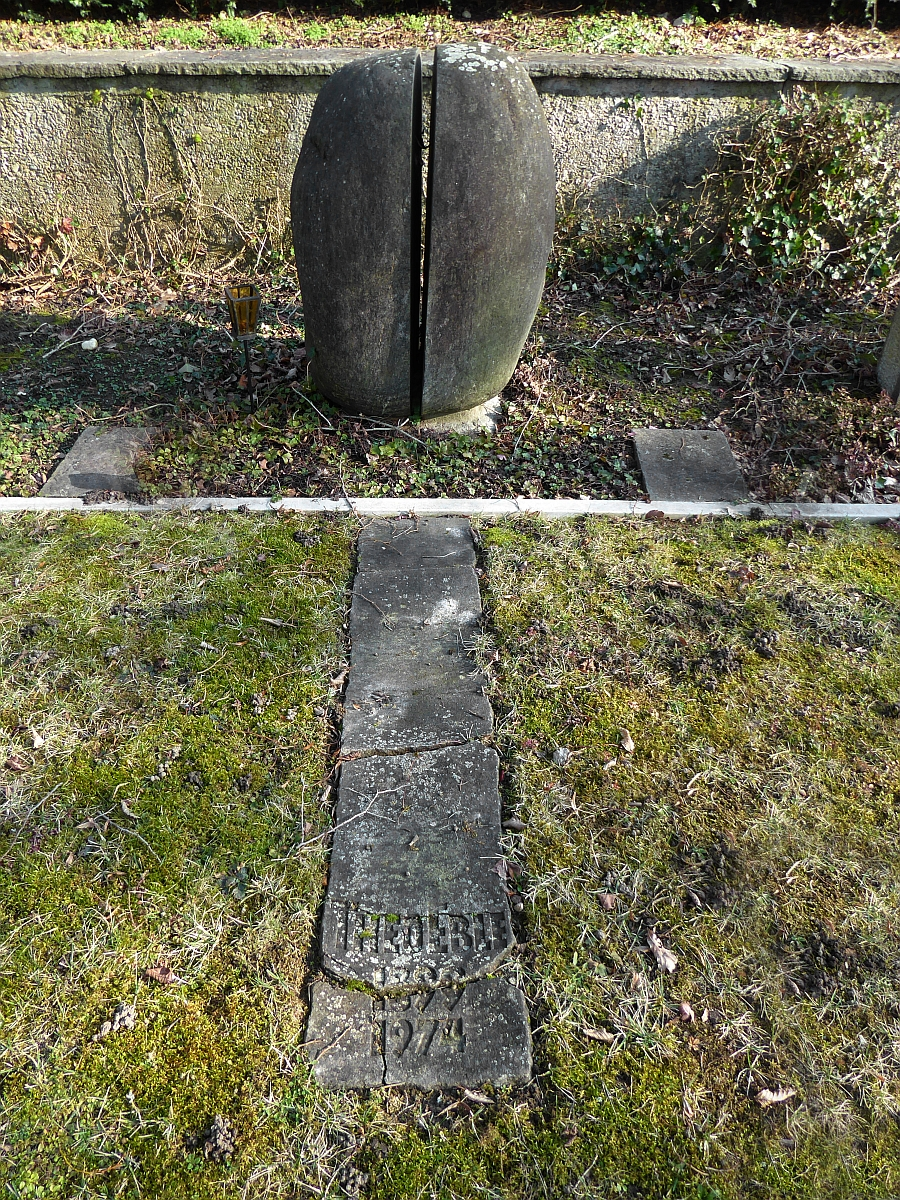
Grab auf dem Friedhof am Hörnli, Riehen, Basel-Stadt

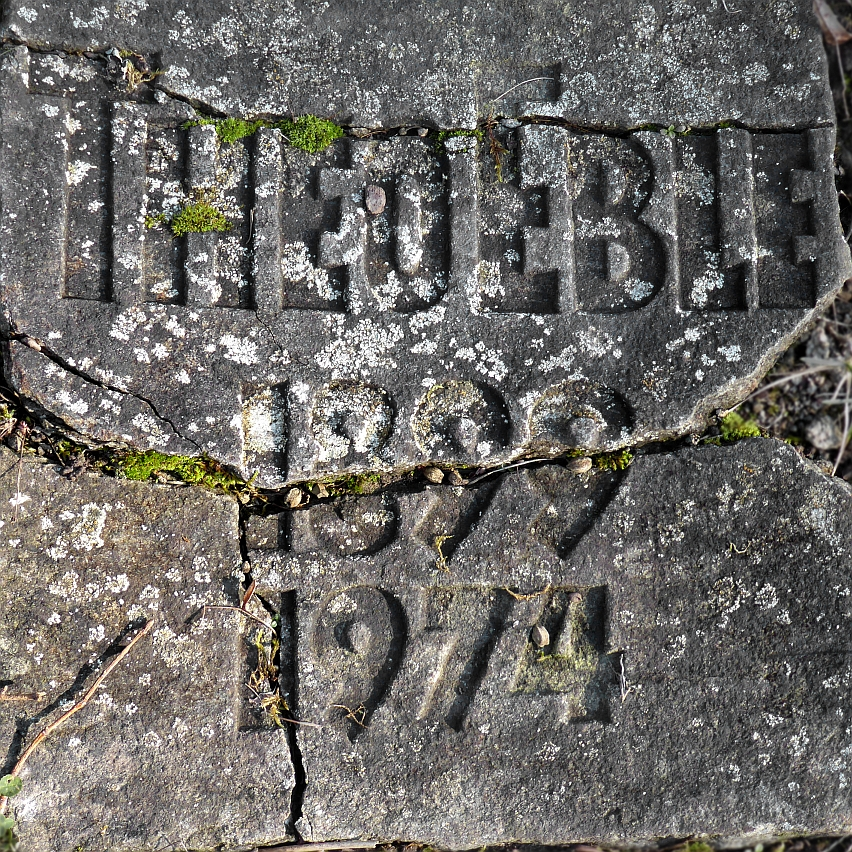
Grab auf dem Friedhof am Hörnli, Riehen, Basel-Stadt

Eble fand seine letzte Ruhestätte auf dem Friedhof am Hörnli.

## Ausstellungen (Auswahl)

### Einzelausstellungen
- 1939: Galerie Marguerite Schulthess, Basel
- 1950/57: Galerie d’Art Moderne, Basel[1]
- 1958: Kestnergesellschaft Hannover; Karl-Ernst-Osthaus-Museum Hagen und Städtische Kunsthalle Baden-Baden
- 1959: Graphisches Kunstkabinett, Frankfurt am Main
- 1960: Erste Retrospektive, Kunsthalle Basel
- 1963: Galerie Riehentor, Basel
- 1965: Werke der Jahre 1955-1965, Kollegiengebäude der Universität Basel
- 1966: Abstrakte Landschaften 1966, Galerie Riehentor, Basel
- 1970: Zweite Retrospektive: Theo Eble, Werke 1960–1970, Kunsthalle Basel
- 1974: Kettenmotiv, Galerie Liatowitsch, Basel
- 1977: Theo Eble, Zeichnungen, Aquarelle, Gemälde, Galerie «zem Specht», Basel
- 1980: Theo Eble, Werke 1934–1953, Galerie von Bartha Basel
- 1981: Theo Eble (1899–1974), Frühe Werke, Galerie «zem Specht», Basel
- 1986: Theo Eble, Zeichnungen, Aquarelle, Bilder, Galerie «zem Specht», Basel
- 1988: Galerie Carzaniga + Ueker, Basel
- 1991: Galerie Carzaniga + Ueker, Basel Theo Eble, Gemäldeausstellung der gegenständlichen und abstrakten Epoche; Kunstraum, Davos Platz
- 1994: Galerie Carzaniga + Ueker, Basel
- 1999: Theo Eble zum 100. Geburtstag, Figuration 1922–1943, 1. Studioausstellung, Galerie Henze & Ketterer, Wichtrach

### Gruppenausstellungen
- 1918: Erste Gruppenausstellungen in der Kunsthalle Basel
- 1926: GSMBA, Sektion Basel, Kunsthalle Basel
- 1928: Junge Basler, Kunsthalle Basel
- 1933: Gruppe 33, Galerie Marguerite Schulthess, Basel
- 1934: Gruppe 33, Kunsthalle Basel
- 1936: «Allianz», Zeitprobleme in der Schweizer Malerei und Plastik, Kunsthaus Zürich
- 1938: «Allianz», Neue Kunst in der Schweiz, Kunsthalle Basel
- 1942: «Allianz», Vereinigung moderner Schweizer Künstler, Kunsthaus Zürich
- 1943: 10 Jahre «Gruppe 33», Kunsthalle Basel
- 1947: «Allianz», Vereinigung moderner Schweizer Künstler, Kunsthaus Zürich
- 1948: Salon des Réalités Nouvelles, Paris
- 1950: «Gruppe 33», Galerie Kléber, Paris
- 1951: Schweizerische Kunstausstellung, Kunstmuseum Bern
- 1953: 20 Jahre «Gruppe 33», Kunsthalle Basel
- 1954: «Allianz», Vereinigung moderner Schweizer Künstler, Helmhaus Zürich
- 1954: Basler Maler, Bündner Kunstmuseum Chur
- 1954: «Gruppe 33», Kunsthaus Glarus
- 1955: Ausstellung der Carnegie-Stiftung, Pittsburgh
- 1956: club bel étage, Zürich (mit Jean Arp, René Acht, Francis Bott, Fritz Winter und Walter Bodmer)
- 1956: Abstrakte Maler, Galerie Beyeler, Basel
- 1957: La Peinture Abstraite en Suisse, Musée des Beaux-Arts, Neuchâtel
- 1958: Biennale von Venedig; Ungegenständliche Malerei in der Schweiz, Winterthur und Berlin; GSMBA, Sektion Basel, Kunsthalle Basel
- 1959: documenta II, Kassel
- 1960: 16 Basler Maler, Kunsthaus Zürich
- 1968: Basler Künstler, Kunsthaus Aarau
- 1979: Diagonale und Kreis, Galerie von Bartha, Basel
- 1983/84: 50 Jahre «Gruppe 33», Wanderausstellung: Kunsthalle Basel, Bündner Kunstmuseum Chur, Villa Malpensata Lugano, Musée cantonal des Beaux-Arts de Lausanne
- 1999: «Gruppe 33» – mit Hommage an Theo Eble zum 100. Geburtstag, Galerie Carzaniga + Ueker, Basel

## Werke
Neben seinem malerischen und grafischen Werk hat Eble auch (ab 1961) zahlreiche Wandgemälde in und an öffentlichen Gebäuden geschaffen. Sein Werk war geprägt von der realistisch-sachlichen Malerei der 1920er Jahre. Die Themen seines frühen Werks waren Landschaftsgemälde und Bilder von Städten und ihrem Leben. Er reduzierte seine Bildsprache stets auf das allernötigste. Auch seine abstrakten – oft in zahlreichen Variations-Reihen angelegten Malereien und Grafiken – waren immer einfach gehalten.

### Werke im öffentlichen Raum
- Glasfenster im Augenspital der Universität Basel (1953)[2]
- Wandbild Fliegende Fahrt im Wasgenring-Schulhaus Basel (1954)
- Wandbild in der neuen Kunstgewerbeschule Basel (1961)
- Wandbild Aus meinem Garten im Felix Platter-Spital Basel (1966)
- Wandbild im Gymnasium Bodenacker in Liestal (1969/1970)
- Wandbild im Foyer der Schweizerischen Bankgesellschaft in Basel (1971)

### Werke in Museen und Sammlungen
- Basel, Öffentliche Kunstsammlungen
- Luzern, Kunstmuseum Luzern
- Winterthur, Kunstmuseum Winterthur
- Zürich, Kunsthaus Zürich
- Berlin, Kunstakademie
- Chur, Bündner Kunstmuseum